# サンシャインミリオンズディスタフステークス
サンシャインミリオンズディスタフステークス（Sunshine Millions Distaff Stakes）は、2003年に創設されたアメリカ競馬イベントのサンシャインミリオンズで行われる、ダート7fの競走である。

## 概要
2003年にサンタアニタパーク競馬場とガルフストリームパーク競馬場を所有するマグナエンターテイメント社の提案でアメリカ最大の競走馬産地であるケンタッキー州に対して両競馬のある州のカリフォルニア州産とフロリダ州産の競走馬アピールのために創設されたサンシャインミリオンズの古馬の牝馬によるダートの中距離競走である。
出走資格はフロリダ産限定サラ系4歳以上牝馬の競走馬。
負担重量は別定で4歳は120ポンド、4歳以上は122ポンド。
賞金総額は50万ドル。1着賞金は27万5,500ドルで、以下2着10万ドル、3着6万ドル、4着4万ドル、5着2万5,000ドル。

## 歴史
- 2003年 創設。
- 2005年 負担重量が4歳118ポンド、4歳以上120ポンドから4歳120ポンド、4歳以上122ポンドに変更。
- 2009年 本年からサンタアニタパーク競馬場で開催する施行馬場がダートトラックからオールウェザートラックに変更。
- 2012年 本年から出走資格がフロリダ州産馬限定となる。
- 2017年 本年の開催を最後に休止。

### 開催競馬場
| 回数          | 開催競馬場                   | 施行距離           |
| ------------- | ---------------------------- | ------------------ |
| 第1回         | サンタアニタパーク競馬場     | ダート8.5f         |
| 第2回         | ガルフストリームパーク競馬場 | ダート8.5f         |
| 第3回         | サンタアニタパーク競馬場     | ダート8.5f         |
| 第4回         | ガルフストリームパーク競馬場 | ダート9f           |
| 第5回         | サンタアニタパーク競馬場     | ダート8.5f         |
| 第6回         | ガルフストリームパーク競馬場 | ダート9f           |
| 第7回         | サンタアニタパーク競馬場     | オールウェザー8.5f |
| 第8回         | ガルフストリームパーク競馬場 | ダート9f           |
| 第9回         | サンタアニタパーク競馬場     | ダート8.5f         |
| 第10回−第12回 | ガルフストリームパーク競馬場 | ダート9f           |
| 第13回−第15回 | ガルフストリームパーク競馬場 | ダート7f           |

### 歴代優勝馬
| 回数   | 施行日        | 調教国・優勝馬   | 日本語読み             | 性齢 | タイム  | 優勝騎手         | 管理調教師     |
| ------ | ------------- | ---------------- | ---------------------- | ---- | ------- | ---------------- | -------------- |
| 第1回  | 2003年1月24日 | Smok'n Frolic    | スモークンフロリック   | 牝4  | 1:43.40 | J.ベイリー       | T.プレッチャー |
| 第2回  | 2004年1月24日 | Secret Request   | シークレットリクエスト | 牝4  | 1:45.16 | E.コア           | D.ブラウンリー |
| 第3回  | 2005年1月29日 | Sweet Lips       | スウィートリップス     | 牝4  | 1:42.64 | R.ダグラス       | R.フランケル   |
| 第4回  | 2006年1月28日 | House of Fortune | ハウスオブフォーチュン | 牝5  | 1:49.33 | P.ヴァレンズエラ | R.マッカナリー |
| 第5回  | 2007年1月27日 | Joint Effort     | ジョイントエフォート   | 牝4  | 1:43.36 | E.カストロ       | D.ロマンス     |
| 第6回  | 2008年1月26日 | Ginger Punch     | ジンジャーパンチ       | 牝5  | 1:49.14 | R.ベハラーノ     | R.フランケル   |
| 第7回  | 2009年1月24日 | Leah's Secret    | リアーズシークレット   | 牝6  | 1:42.58 | E.コア           | T.プレッチャー |
| 第8回  | 2010年1月30日 | Sweet Repent     | スイートリペント       | 牝4  | 1:49.26 | M.クルーズ       | J.ブラッディ   |
| 第9回  | 2011年1月29日 | Evening Jewel    | イヴニングジュウェル   | 牝4  | 1:42.25 | V.Espinoza       | J.Cassidy      |
| 第10回 | 2012年1月28日 | Awesome Feather  |                        | 牝4  | 1:49:17 | J.Sanchez        | C.Brown        |
| 第11回 | 2013年1月19日 | Successful Song  | サクセスフルソング     | 牝6  | 1:52.28 |                  |                |
| 第12回 | 2014年1月18日 | Sweet N Discreet |                        | 牝4  | 1:50.21 | J.Bravo          | T.Pletcher     |
| 第13回 | 2015年1月17日 | Dame Dorothy     |                        | 牝4  | 1:23.36 | E.Prado          | T.Pletcher     |
| 第14回 | 2016年        | Mom'z Laugh      |                        | 牝4  | 1:22.96 | J.Castellano     | M.Vitali       |
| 第15回 | 2017年        | Mia Torri        |                        | 牝4  |         | J.Castellano     | J.Navarro      |